# Umm Zaytuna
Umm Zaytuna (tiếng Ả Rập: أم زيتونة) là một ngôi làng Syria nằm ở Khan Shaykhun Nahiyah ở huyện Maarrat al-Nu'man, Idlib. Theo Cục Thống kê Trung ương Syria (CBS), Umm Zaytuna có dân số 250 người trong cuộc điều tra dân số năm 2004.